# Saint-Paul-de-Serre

Saint-Paul-de-Serre este o comună în departamentul Dordogne din sud-vestul Franței. În 2009 avea o populație de 260 de locuitori.

## Evoluția populației
| An        | 1975 | 1982 | 1990 | 1999 | 2006 | 2009 |
| --------- | ---- | ---- | ---- | ---- | ---- | ---- |
| Populație | 187  | 155  | 208  | 236  | 246  | 260  |